# Amasa Cobb

Amasa Cobb

Amasa Cobb (* 27. September 1823 im Crawford County, Illinois; † 5. Juli 1905 in Los Angeles, Kalifornien) war ein US-amerikanischer Offizier, Jurist und Politiker. Zwischen 1863 und 1871 vertrat er den Bundesstaat Wisconsin im US-Repräsentantenhaus.

## Werdegang
Amasa Cobb besuchte die öffentlichen Schulen seiner Heimat. Im Jahr 1842 zog er in das Wisconsin-Territorium, wo er im Bleiminengeschäft tätig wurde. Während des Mexikanisch-Amerikanischen Krieges war er Soldat der US Army. Nach einem anschließenden Jurastudium und seiner Zulassung als Rechtsanwalt begann er in Mineral Point in seinem neuen Beruf zu arbeiten. Zwischen 1850 und 1854 war er Bezirksstaatsanwalt im Iowa County.
Politisch war Cobb Mitglied der 1854 gegründeten Republikanischen Partei. In den Jahren 1855 und 1856 gehörte er dem Senat von Wisconsin an. Gleichzeitig war er von 1855 bis 1858 als Adjutant General Leiter der Nationalgarde seines Staates. 1860 und 1861 saß Cobb als Abgeordneter in der Wisconsin State Assembly, deren Präsident er im Jahr 1861 war. Während des Bürgerkrieges diente Cobb als Offizier im Heer der Union. Sein regulärer Rang war der eines Colonel. Im März 1865 wurde er zum Brevet-Brigadegeneral befördert.
Bei den Kongresswahlen des Jahres 1862 wurde er im dritten Wahlbezirk von Wisconsin in das US-Repräsentantenhaus in Washington, D.C. gewählt, wo er am 4. März 1863 die Nachfolge von A. Scott Sloan antrat. Nach drei Wiederwahlen konnte er bis zum 3. März 1871 vier Legislaturperioden im Kongress absolvieren. Diese waren von den Ereignissen des Bürgerkrieges und seiner Folgen bestimmt. Während seiner ersten Legislaturperiode war er noch gleichzeitig im Militäreinsatz. In den Jahren 1865 bis 1870 wurden der 13., der 14. und der 15. Verfassungszusatz ratifiziert. Im Jahr 1868 wurde Alaska von Russland gekauft und ist seither Teil der Vereinigten Staaten. Während Cobbs Zeit im US-Repräsentantenhaus kam es zu schweren Auseinandersetzungen zwischen seiner Partei und Präsident Andrew Johnson. Dabei ging es vor allem um die Reconstruction in den Staaten der ehemaligen Konföderation. Höhepunkt dieser Auseinandersetzungen war ein Amtsenthebungsverfahren gegen den Präsidenten, das im US-Senat an einer einzigen Stimme scheiterte.
Nach seinem Ausscheiden aus dem US-Repräsentantenhaus zog Cobb nach Lincoln in Nebraska, wo er als Rechtsanwalt arbeitete. Im Jahr 1873 wurde er zum Bürgermeister dieser Stadt gewählt. Zwischen 1878 und 1892 war Cobb Richter am Nebraska Supreme Court; seit 1888 führte er als Chief Justice dessen Vorsitz. Amasa Cobb starb am 5. Juli 1905 in Los Angeles und wurde in Lincoln beigesetzt.